# Манілов Григорій Феофанович
Григорій Феофанович Мані́лов (нар. 16 січня 1875, Ніжин — пом. 29 травня 1954, Миколаїв) — український радянський контрабасист, диригент. Заслужений діяч мистецтв УРСР з 1950 року. Батько скрипаля Олександра Манілова.

## Біографія
Народився 4 [16] січня 1875 року в місті Ніжині (нині Чернігівська область, Україна). Загальну та музичну освіту здобув самотужки.
З 1903 року мешкав у Миколаєві, керував хоровим та інструментальним колективами, співпрацював із місцевим відділенням товариства «Просвіти». Брав участь у проведенні вистав, концертів, творчих вечорів, забезпечував виконання та супровід хорових і музично-інструментальних творів, зокрема уривків з творів Миколи Аркаса, пісень та романсів Миколи Лисенка на слова Тараса Шевченка, кантати Кирила Стеценка «Пам'яті Шевченка» та інше. Упродовж 1917—1921 очолював симфонічний оркестр Миколаївського філармонічного товариства.
Протягом 1925—1954 років очолював робітничий оркестр народних інструментів на суднобудівному заводі, який у 1930-х роках став провідним колективом Української РСР та СРСР. Викладав у Одеській консерваторії. Під час німецько-радянської війни у 1941—1944 перебував на Уралі, працював з різними музичними колективами. 1944 року повернувся до Миколаєва, відновив роботу оркестру. Помер в Миколаєві 29 травня 1954 року.

## Творчість
Автор низки обробок та інструментовок для оркестру народних інструментів, п'єс для духового оркестру, пісень. Українську народну пісню «Ой, що ж то за шум учинився» в його обробці включено до репертуару Московського оркестру.

## Вшанування
З 2015 року один раз на два роки в Миколаївській області проходить фестиваль-конкурс виконавців на народних інструментах імені Григорія Манілова, метою якого є розвиток та пропагування виконавства на народних музичних інструментах, утвердження національної школи народно-інструментального мистецтва.